# Nape Pass

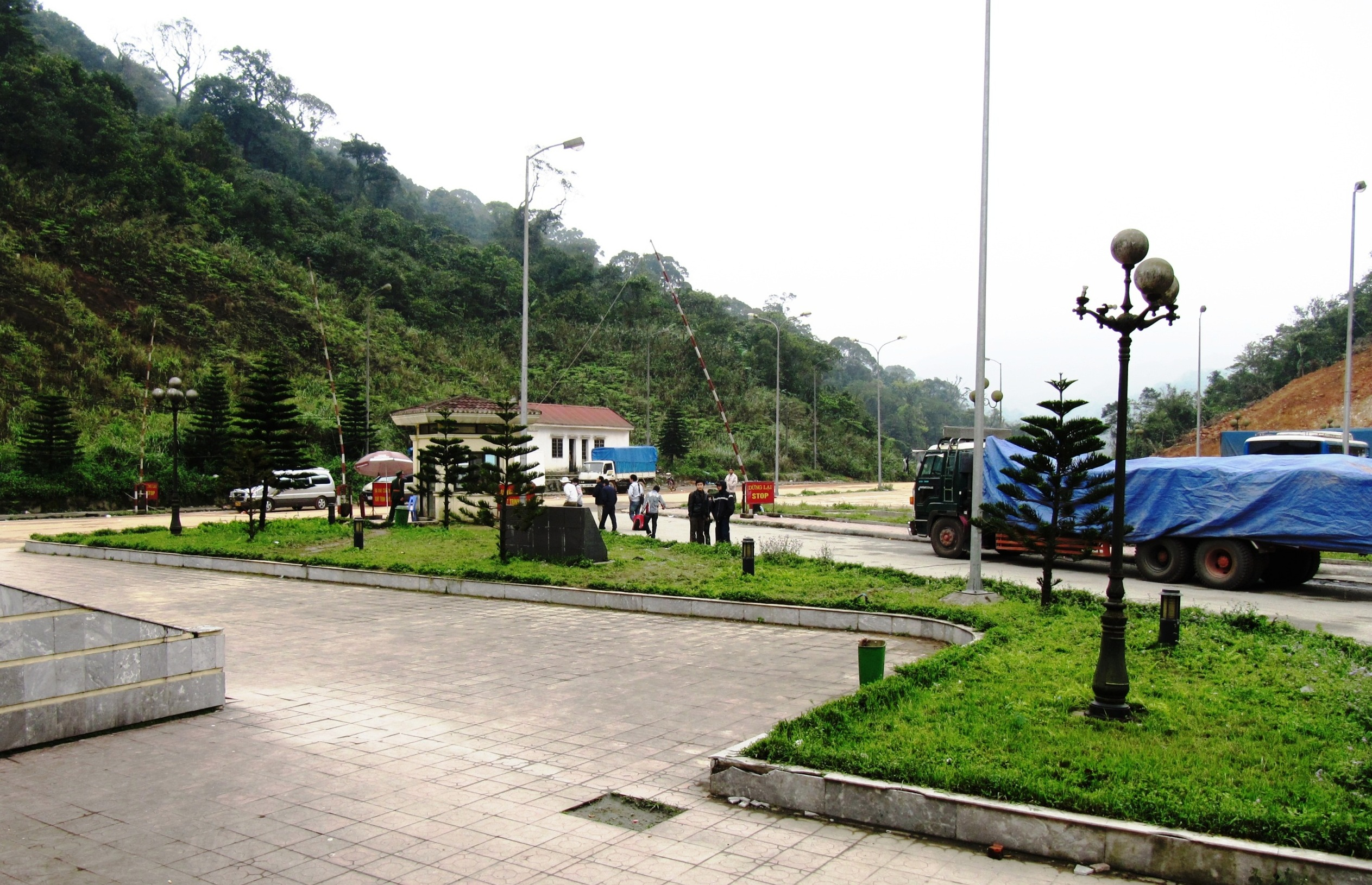
Top of Keo Neua Pass på gränsen mellan Vietnam och Laos

Nape Pass är ett bergspass i Laos. Det ligger i den centrala delen av landet, 270 km öster om huvudstaden Vientiane. Nape Pass ligger 738 meter över havet.
Terrängen runt Nape Pass är huvudsakligen kuperad, men åt sydost är den bergig. Runt Nape Pass är det ganska glesbefolkat, med 21 invånare per kvadratkilometer. I omgivningarna runt Nape Pass växer i huvudsak städsegrön lövskog.